# Lata Mangeshkar
Lata Mangeshkar (en hindi et en marathi : लता मंगेशकर, /ləˈtaː məŋˈɡeːʃkər/), née Hema Mangeshkar le 28 septembre 1929 à Indore (Raj britannique) et morte le 6 février 2022 à Bombay (Maharashtra), est une chanteuse, compositrice et productrice indienne.
Elle est l'une des chanteuses de playback les plus grandes et les plus respectées en Inde : elle double sur de très nombreux films, en particulier dans des films de Bollywood, les parties chantées des actrices indiennes Nargis, Madhubala, Sharmila Tagore puis, plus tard, Sridevi, Madhuri Dixit, Manisha Koirala, etc.
La carrière de Lata Mangeshkar commence en 1942 et dure plus de sept décennies. Elle a enregistré plus de mille chansons pour films en hindi et a chanté des chansons dans plus de trente-six langues indiennes, principalement en marathi et en hindi et parfois en langues étrangères dont l'anglais, le russe, le néerlandais, le swahili, etc. : certains parlent même de 30 000 chansons et 4 000 films.
Elle est la sœur aînée d'Asha Bhosle, de Hridaynath Mangeshkar, d'Usha Mangeshkar et de Meena Khadikar.

## Biographie
Lata Mangeshkar est née le 28 septembre 1929 à Indore dans l'actuel État du Madhya Pradesh en Inde. Issue d'une famille marathe, elle est la fille de l'érudit Deenanath Mangeshkar, un chanteur classique et acteur de théâtre et de Shevanti Mangeshkar.
À sa naissance, Lata Mangeshkar s'appelait Hema. Ses parents la renomment plus tard Lata en hommage à un personnage féminin, Latika, dans l'une des pièces de son père, BhaawBandhan. Lata est l'aînée de la fratrie. Elle a trois sœurs et un frère cadets, Asha Bhosle, Usha Mangeshkar, Meena Khadikar et Hridaynath Mangeshkar.
Son père lui donne ses premières leçons de chant ; dès l'âge de 5 ans, elle commence à travailler comme actrice dans ses pièces musicales, comme Sangeet Natak.

### Carrière
Adolescente, elle perd son père, décédé en 1942 d'une maladie cardio-vasculaire et doit chanter pour subvenir à ses besoins et à ceux de sa famille[réf. nécessaire].
Lata Mangeshkar connaît un succès immédiat dès 1940 en chantant les œuvres du compositeur de musique de film Naushad et depuis sa notoriété n'a cessé de grandir. S'il y a une chose sur laquelle les Indiens et les Pakistanais s'accordent, c'est sur la voix de Lata : tous lui décernent le titre de reine de la mélodie. On se souviendra que dans pratiquement chaque film indien, on trouve plusieurs passages chantés et dansés, et que les acteurs sont doublés par des chanteurs professionnels.
Détenant le record Guinness du nombre le plus importants d'enregistrements pour une voix – plus de 50 000 d'après le livre Guinness des records et la BBC, probablement 25 000 en réalité, dans 14 langues indiennes cependant - elle a travaillé avec presque tous les compositeurs de musique en Inde, depuis le légendaire Naushad jusqu'à l'enfant prodige A. R. Rahman. Elle a par ailleurs enregistré 440 titres avec Mohammed Rafi, détenteur du record masculin du plus grand nombre d'enregistrements vocaux.
Sous son nom ou sous le pseudonyme de Anandghan, elle a composé pour plusieurs films : Raam Raam Pahune (1950), Mohityanchi Manjula (1962), Maratha Tituka Melvava (1964), Saadhi Maanse (1965) et Tambadi Maati (1969).
Elle est aussi productrice des films Vaadal (1953), Jhaanjhar (1953), Kanchan (1955) et Lekin (1990).
Elle apparait à l'écran comme comédienne dans Pahili Mangalagaur (1942), Chimukla Sansaar (1943), Maajhe Baal (1943), Gajabhau (1944), Badi Maa (1945), Jeevan Yaatra (1946), Subhadra (1946), Mandir (1948) et Chattrapati Shivaji (1952).
Elle est connue pour son interprétation extraordinaire de Aye mere watan ke logon dans un camp militaire durant la guerre sino-indienne de 1962.
Elle a remporté toutes les récompenses culturelles indiennes (Prix Dadasaheb Phalke, Kalidas Samman, Maharashtra Puraskar...) et a été décorée de la Bharat Ratna, la plus haute récompense civile décernée par l'État indien.
La sœur de Lata, Asha Bhosle (née en 1933), et son frère, Hridayanath Mangeshkar, sont aussi de grands noms dans le monde de la musique indienne.
La musique des cantatrices de Bollywood Lanta Mangeshkar et de sa sœur Asha Bhosle a eu une influence internationale, par exemple dans la musique de la « reine du chant tsigane » Esma Redžepova.
En 1987, Lata Mangeshkar a donné deux concerts au Zénith de Paris.
En 2002, la chanteuse Truth Hurts, ses producteurs DJ Quik et Dr. Dre, président de la maison de disques Aftermath Records, obtiennent un succès mondial avec leur chanson Addictive. Cette dernière contient un long sample de Lata Mangeshkar (film Jyoti, morceau Kaliyon Ka Chaman Thoda Resham Lagta Hai). Dr Dre, le fondateur d'Aftermath Record a dû payer à Lata Mangeshkar 2 millions de dollars.[Information douteuse]
En 2009, le gouvernement français lui attribue la Légion d'honneur.
Le 8 janvier 2022, elle est dépistée positive au Covid-19. Elle est placée en soins intensifs dans un hôpital de Bombay, mais y succombe le 6 février 2022. À la suite de son décès, le gouvernement indien annonce deux jours de deuil national.

## Filmographie
2012
- Heroine

2011
- Satrangee Parachute

2010
- Dunno Y Na Jaane Kyun...

2009
- Jail (en)

2007
- Salaam-E-Ishq
- Strangers

2006
- Rang De Basanti
- Chingaari
- Jai Santoshi Maa

2005
- Lucky : No Time For Love

2004
- Veer-Zaara

2002
- Mujhse Dosti Karoge!

2001
- Kabhi Khushi Kabhie Gham
- Lajja
- Lagaan
- Zubeidaa
- Flic de choc

2000
- Mohabbatein
- Pukar

1999
- Godmother
- Hum Tum Pe Marte Hain

1998
- Dil Se
- Dushman
- Jab Pyaar Kisise Hota Hai

1997
- Lav Kush
- Dil To Pagal Hai

1995
- Guddu
- Karan Arjun
- Dilwale Dulhania Le Jayenge

1994
- 1942: A Love Story
- Darr
- Hum Aapke Hain Koun..!
- Yeh Dillagi
- Elaan

1993
- King Uncle
- Parampara
- Rudaali
- Dil Ki Baazi

1992
- Khuda Gawah

1991
- First Love Letter
- Lamhe
- Dancer

1990
- Lekin...

1989
- Batwara
- Chandni
- Maine Pyaar Kiya
- Ram Lakhan

1988
- Aakhari Poratam
- Vijay

1987
- Shahenshah
- Dacait

1986
- Allah Rakha
- Ek Pal
- Naam
- Nagina

1985
- Aakhir Kyon?
- Arjun
- Kabhi Ajnabi The
- Lava
- Saagar

1984
- Mashaal
- Pyaar Jhukta Nahin
- Utsav

1983
- Sweekar Kiya Maine

1982
- Ashanti
- bazaar
- Deedar-e-Yaar
- Khuddar
- Prem Rog
- Pyaas
- Umbartha
- Vidhaata

1981
- Basera
- Ek Duuje Ke Liye
- Jyoti
- Kranti
- Krodhi
- Silsila

1980
- Aanchal
- Bombay 405 Miles
- Dostana
- Maang Bharo Sajana
- Man Pasand
- Ram Balraam
- Yeh Kaisa Insaaf
- Apne Paraye

1979
- Amar Deep
- Jeena Yahan
- Jurmaana
- Kaala Patthar
- Lahu Ke Do Rang
- Manzil
- Mr. Natwarlal
- Noorie
- Priklyucheniya Ali-Baby i soroka razbojnikov
- Sargam
- Suhaag

1978
- Don
- Ghar
- Kasme Vaade
- Khoon Ki Pukar
- Satyam Shivam Sundaram
- Sawan Ke Geet
- Shalimar
- Trishul
- Tumhare Liye
- Vishwanath

1977
- Alaap
- Amar Akbar Anthony
- Chhaila Babu
- Ek Hi Raasta
- Hira Aur Patthar
- Janam Janam Na Saath
- Kalabaaz
- Khel Khiladi Ka
- Khoon Pasina
- Kulvadhu
- Parvarish
- Yahi Hai Zindagi

1976
- Arjun Pandit
- Kabhi Kabhie
- Nagin
- Laila Majnu
- Fakira
- Jaaneman
- Mehbooba
- Do Anjaane

1975
- Aandhi
- Chhoti Si Baat
- Chupke Chupke
- Dharam Karam
- Mili
- Pratiggya
- Sholay

1974
- Ajnabi
- Anjaan Raahen
- Anokhi Ada
- Majboor
- Manoranjan
- Rajnigandha
- Roti Kapada Aur Makaan

1973
- Abhimaan
- Anamika
- Bobby
- Daag
- Do Phool
- Keemat
- Yaadon Ki Baaraat

1972
- Annadata
- Bawarchi
- Be-Imaan
- Bombay to Goa
- Gaon Hamara Shaher Tumhara
- Mere Jeevan Saathi

1971
- Amar Prem
- Caravan
- Haré Raama Haré Krishna
- Lakhon Me Ek
- Mera Gaon Mera Desh
- Mere Apne
- Pakeezah
- Paraya Dhan
- Reshma Aur Shera
- Sharmilee

1970
- Anand
- Dastak
- Johnny Mera Naam
- Kati Patang
- Mastana
- Raaton Ka Raja
- Heer Ranjha

1969
- Do Raaste
- Jeene Ki Raah
- Satyakam
- Talash

1968
- Aankhen
- Padosan
- Saathi
- Sangharsh
- Saraswatichandra

1967
- Baharon Ke Sapne
- Bahu Begum
- Jewel Thief
- Upkar

1966
- Aakhri Khat
- Dil Diya Dard Liya
- Mera Saaya
- Pati Patni

1965
- Arzoo
- Gumnaam
- Khandaan
- Sikandar-e-Azam
- Shaheed

1964
- Benazir
- Chitralekha
- Haqeeqat
- Kohra
- Love in Tokyo
- Sangam

1963
- Bharosa
- Dil Ek Mandir
- Mujhe Jeene Do
- Taj Mahal
- Tere Ghar Ke Saamne
- Bandini

1962
- Aarti
- Bees Saal Baad
- Half Ticket
- Prem Patra
- Professor

1961
- Aashiq
- Bhabhi Ki Chudiyan
- Ganga Jumna
- Junglee

1960
- Barsaat Ki Raat
- Chaudhvin Ka Chand
- Dil Apna Aur Preet Parai
- Jis Desh Mein Ganga Behte Hai
- Kohinoor
- Mughal-E-Azam
- Parakh
- Usne Kaha Tha

1959
- Anari
- Kanhaiya
- Love Marriage
- Main Nashe Mein Hoon
- Satta Bazaar

1958
- Adalat
- Madhumati
- Sadhana
- Yahudi

1957
- Do Ankhen Barah Haath
- Ek Saal
- Gateway of India
- Miss Mary (en)
- Musafir
- Pardesi
- Paying Guest
- Sharada (en)
- Suvarna Sundari
- Mother India

1956
- Basant Bahar
- Chori Chori
- Jagte Raho
- Parivar
- Raj Hath
- Shirin Farhad

1955
- Amar
- Devdas
- Munimji
- Nagin
- Railway Platform
- Udan Khatola
- Shree 420
- Santanam

1954
- Bahut Din Huye
- Suhagan

1953
- Aah
- Anhonee
- Anarkali
- Deux hectares de terre
- Shikast

1952
- Mangala, fille des Indes
- Baiju Bawra
- Daag
- Jaal
- Sangdil
- Saqi

1951
- Aaram
- Awaara
- Badal
- Nadaan
- Saiyan
- Tarana

1950
- Arzoo
- Beqasoor
- Nirala
- Pardes

1949
- Andaz
- Barsaat
- Dulari
- Mahal
- Paras

1948
- Padmini
- Ram Bhakta Hanuman
- Anokha Pyaar
- Majboor

1946
- Aap Ki Sewa Mein

1942
- Kiti Hasaal

### Sources et bibliographie
- (en) Raju Bharatan, Lata Mangeshkar: A Biography, UBS Publishers Distributors, 1995, 385 p.  (ISBN 978-8174760234)
- (en) Harish Bhimani, In Search of Lata Mangeshkar, Popular Prakashan, 1995, 332 p.  (ISBN 978-8172231705)
- (en) Kabir Munni Nasreen, Lata Mangeshkar...in Her Own Voice, Niyogi Books, 2009, 264 p.  (ISBN 978-8189738419)
- (en) Dr. Mandar Bichu, Lata - Voice of the Golden Era, Popular Prakashan, 2011, 416 p.  (ISBN 978-8179916254)